# Skattlösbergs stormosse
Skattlösbergs stormosse este o arie protejată (arie specială de conservare — SAC, sit de importanță comunitară — SCI) din Suedia întinsă pe o suprafață de 1.105,7 ha, integral pe uscat.

## Localizare
Centrul sitului Skattlösbergs stormosse este situat la coordonatele 60°08′57″N 14°42′58″E / 60.1493°N 14.7162°E.

## Înființare
Situl Skattlösbergs stormosse a fost declarat sit de importanță comunitară în ianuarie 1998 pentru a proteja un număr necunoscut de specii din flora spontană și fauna sălbatică aflate în arealul zonei. Situl a fost protejat și ca arie specială de conservare în martie 2011.

## Biodiversitate
Situată în ecoregiunea boreală, aria protejată conține 7 habitate naturale: Cursuri de apă de la nivel de câmpie la nivel montan, cu vegetație Ranunculion fluitantis și Callitricho-Batrachion, Lacuri și iazuri distrofice naturale, Turbării Aapa, Mlaștini turboase de tranziție și turbării mișcătoare, Turbării active, Taiga vestică, Mlaștini împădurite.
La baza desemnării sitului se află un număr nedeclarat de specii protejate.